# Magnificat and Nunc dimittis in D (Wood)

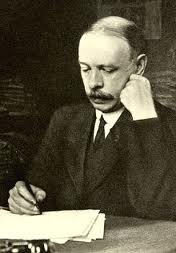
Der Komponist Charles Wood (ca. 1910)

Magnificat and Nunc dimittis in D ist ein geistliches Chorwerk des irischen Komponisten Charles Wood, seine erste Version, Magnificat und Nunc dimittis, die regelmäßigen Teile des anglikanischen Evening Prayer, zu vertonen. Er schrieb das Werk für vierstimmigen Chor und Orgel 1898. Es ist auch als Evening Service in D bekannt.

## Geschichte
Der Ire Wood erhielt ein Stipendium für die University of Cambridge. Dort wurde er Organist am Gonville and Caius College, und später nach seiner Promotion ein Fellow des College. Er vertonte Magnificat und Nunc dimittis, die beiden biblischen Gesänge, die in jedem Evensong vorkommen, mehrmals, und er legte dabei die Übersetzung des Book of Common Prayer zugrunde. Evensong ist ein traditioneller täglicher Gottesdienst, der Elemente von Vesper und Komplet enthält. Woods erste Version in D-Dur gilt als ein besonders beliebter Satz der beiden Gesänge, und bedeutet für viele den Inbegriff geistlicher Musik der Kirche von England.

## Musik

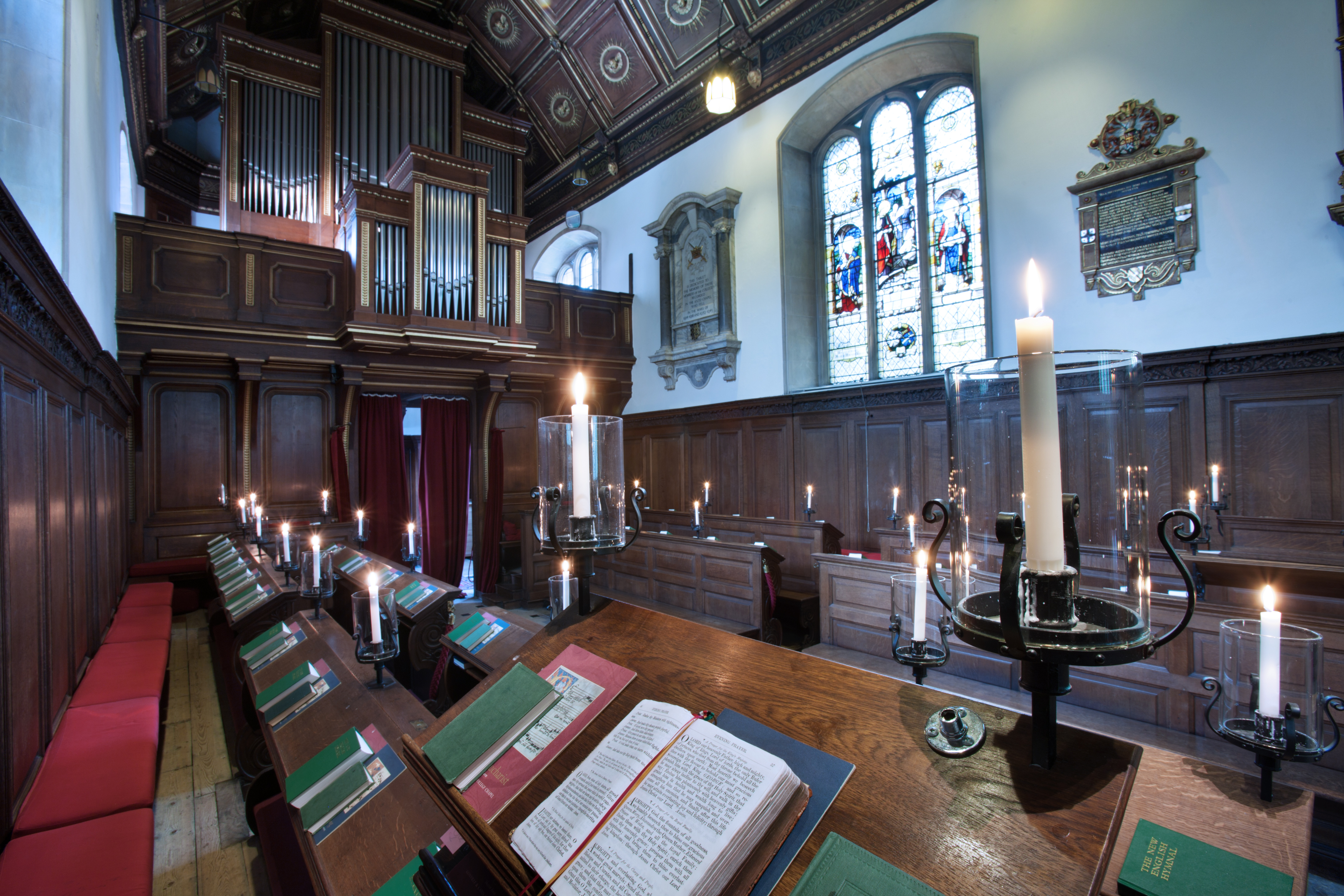
Die Kapelle des Gonville and Caius College in Cambridge, wo Wood Organist war

Wood vertonte den Text für vierstimmigen Chor und Orgel. Er setzte jeden Gesang als einen Satz. Beide werden durch dieselbe Doxologie abgeschlossen. Das Magnificat steht im 4/4-Takt und ist mit Allegro bezeichnet. Alle Stimmen beginnen unisono mit einer langsam steigenden Folge in halben Noten, die mit D beginnt. Bei and my spirit has rejoiced („und mein Geist freuet sich“) bewegt sich die Melodie in lebhaftem Rhythmus und in Sprüngen, und beruhigt sich zum Text in God, my saviour („in Gott, meinem Heiland“). Den weiteren Text setzt Wood mit gleicher Aufmerksamkeit für die Bedeutung der Worte um. Der Chor singt überwiegend homophon, während die abschließende Doxologie Glory be to the father („Ehre sei dem Vater“) polyphon gesetzt ist.
Im Nunc dimittis, das im 3/4-Takt steht und mit Adagio bezeichnet ist, übernehmen die Bässe den vollständigen Text des alten Simon, während die Oberstimmen lediglich Kernbegriffe wie ein Echo wiederholen.
Das Werk wurde aufgenommen im Teil 11 einer Serie von Magnificat und Nunc Dimittis, zusammen mit acht anderen Sätzen, gesungen vom Chor der St Edmundsbury Cathedral, mit dem Organisten Scott Farrell und geleitet von Mervyn Cousins.